# فيكتور نودي
فيكتور ناودي زامورا (من مواليد 28 أغسطس 1958) هو مهندس معماري وسياسي أندوري. كان رئيسًا للحزب الديمقراطي الاجتماعي (PS)، وخدم في المجلس العام (2007-2009) ثم وزيرًا للداخلية في حكومة جاومي بارتوميو حتى هزيمتها في عام 2011. غادر الحزب الاشتراكي في بداية عام 2013 وأسس حزب الديمقراطية الاجتماعية والتقدم (SDP) جنبًا إلى جنب مع بارتوميو، وقاد ترشيحه وكان أحد أعضائه المنتخبين للمجلس العام في عام 2015. وخسر الحزب ممثليه في انتخابات 2019.